# I Think You Should Leave with Tim Robinson
I Think You Should Leave with Tim Robinson é um programa de televisão de comédia estadunidense que estreou na Netflix em 23 de abril de 2019. É estrelado por Tim Robinson, que também co-criou, escreveu e produziu a série. O elenco também inclui Sam Richardson, Vanessa Bayer, Cecily Strong, Will Forte, Conner O'Malley, Steven Yeun, Andy Samberg, Fred Willard, Brandon Wardell, Patti Harrison, Tim Heidecker e Kate Berlant.
A série foi renovada para uma segunda temporada, mas seu lançamento foi adiado devido à pandemia de COVID-19. A segunda temporada estreou em 6 de julho de 2021.

## Episódios
| Temporada | Temporada | Episódios | Episódios | Originalmente lançado |                     |
| --------- | --------- | --------- | --------- | --------------------- | ------------------- |
|           | 1         | 6         | 6         | 23 de abril de 2019   | 23 de abril de 2019 |
|           | 2         | 6         | 6         | 6 de julho de 2021    | 6 de julho de 2021  |

## Recepção
No Rotten Tomatoes, a primeira temporada possui um índice de aprovação de 96% com uma classificação média de 7,55 em 10, com base em 24 críticas. O consenso crítico do site diz, "Uma jornada gloriosamente absurda na mente de Tim Robinson, I Think You Should Leave dá uma nova vida ao mundo da comédia de esquetes para a TV". No Metacritic, a série tem uma classificação de 86 de 100 em 13 avaliações, indicando "aclamação universal".